# Carole Bouquet
Carole Bouquet (Neuilly-sur-Seine, 18 de agosto de 1957) es una actriz francesa.

## Trayectoria

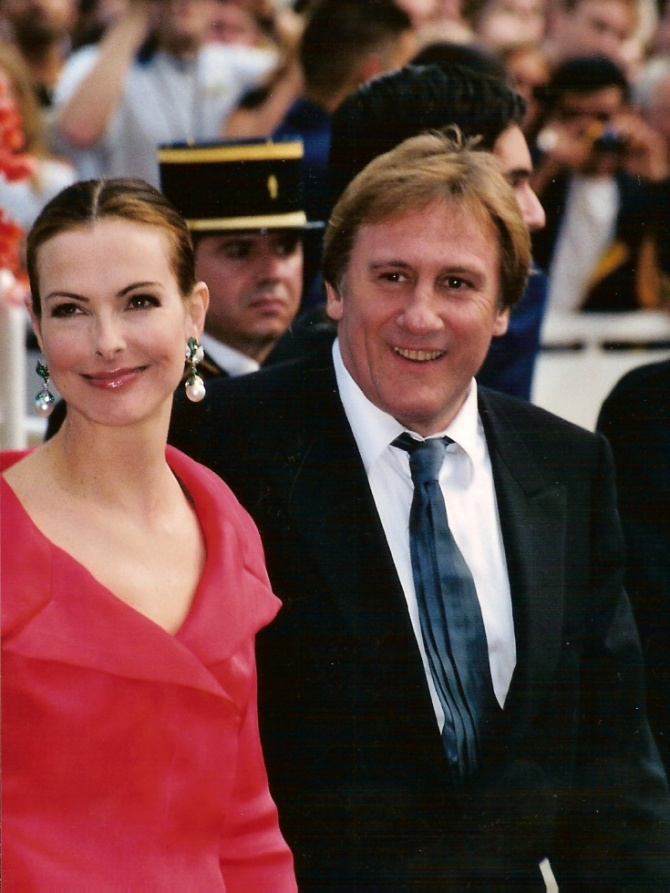
Carole Bouquet y Gérard Depardieu en Cannes, 2001.

Tuvo su debut fílmico en 1977 en el filme de Luis Buñuel Ese oscuro objeto del deseo, junto a Fernando Rey y Ángela Molina.
Afianzó su carrera en 1981 al protagonizar Solo para sus ojos (For Your Eyes Only), secuela en la saga de James Bond con Roger Moore. 
Ganó el Premio César a la mejor actriz en 1990 por su trabajo en la producción francesa Trop belle pour toi (Demasiado bella para ti). En 1997 protagonizó el filme Lucie Aubrac, del director Claude Berri, con Daniel Auteuil en el papel de Raymond. Otras películas recientes son Nordeste (2005) y Un ami parfait (2006).
Durante la década de 1990 participó en varias campañas publicitarias de la firma Chanel.

## Vida personal
Carole Bouquet es viuda del productor Jean-Pierre Rassam, con quien tuvo un hijo, Dimitri Rassam. En 2003 se casó con el actor francés Gérard Depardieu, con quien había trabajado en varias ocasiones con anterioridad, y se separaron en 2005.
Actualmente está casada con el millonario Phillyppe Sereys de Rothschild y reside en la isla de Pantelaria, entre Sicilia y Túnez.

## Filmografía
- 2017: La Mante.
- 2014: El bebé de Rosemary (miniserie)
- 2012: Mauvaise Fille.
- 2011: Impardonnables.
- 2010: Libre échange.
- 2010: Le mystère.
- 2010: Protéger et servir
- 2009: Je vais te manquer
- 2008: Les hauts murs.
- 2008: Les enfants de Timpelbach.
- 2007: Si c'était lui....
- 2006: Un ami parfait.
- 2006: Aurore.
- 2005: Travaux, on sait quand ça commence....
- 2005: Nordeste.
- 2005: L'Enfer.
- 2004: Les Fautes d'orthographe.
- 2004: Feux rouges.
- 2003: Bienvenue chez les Rozes.
- 2002: Embrassez qui vous voudrez.
- 2002: Blanche.
- 2001: Wasabi.
- 1999: Un pont entre deux rives.
- 1998: En plein cœur.
- 1997: Lucie Aubrac.
- 1996: Poussières d'amour - Abfallprodukte der Liebe.
- 1994: Grosse fatigue.
- 1994: A Business Affair.
- 1993: Tango.
- 1991: Donne con le gonne.
- 1989: Trop belle pour toi.
- 1989: New York Stories.
- 1989: Bunker Palace Hôtel.
- 1987: Jenatsch.
- 1986: La coda del diavolo.
- 1986: Double messieurs.
- 1985: Spécial police.
- 1984: Rive droite, rive gauche.
- 1984: Nemo.
- 1984: Le Bon roi Dagobert.
- 1983: Mystère.
- 1982: Der Tag der Idioten.
- 1982: Bingo Bongo.
- 1981: For Your Eyes Only.
- 1980: Blank Generation.
- 1979: Il Cappotto di Astrakan.
- 1979: Buffet froid.
- 1977: Ese oscuro objeto del deseo.

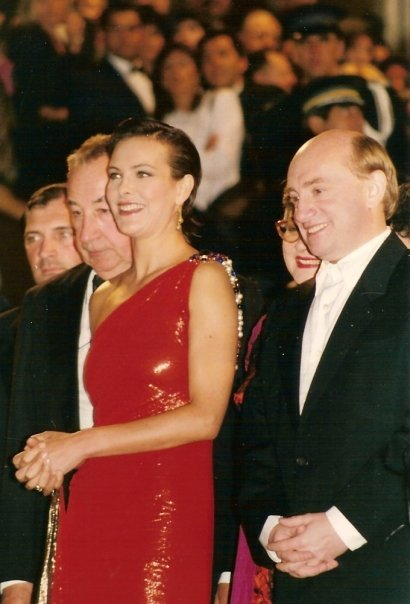
Philippe Noiret, Carole Bouquet, Josiane Balasko y Michel Blanc en Cannes. 1994.